# Špaj
Špaj (cyr. Шпај) – wieś w Serbii, w okręgu pirockim, w gminie Bela Palanka. W 2011 roku liczyła 11 mieszkańców.